# Sasha Colby
Sasha Colby, nombre artístico de Sasha Kekauoha (Hawái, 26 de julio de 1985), es una artista drag estadounidense y competidora de concursos de belleza. En 2012 ganó la competencia de Miss Continental. En 2023, ganó la decimoquinta temporada de RuPaul's Drag Race.

## Biografía
Kekauoha nació en Hawái. Fue criada en un lugar consevador de Testigos de Jehová.

### Carrera artística
Sasha Colby ha sido descrita como una "reina de belleza", una "leyenda drag", y una "leyenda del concurso". Ganó la competencia de Miss Continental en 2012.
También ha sido descrita como una "modelo trans y activista". En 2020, Sasha Colby representó a Hawái en el video, que presentaba drag queens de los 50 estados y Washington D. C., y buscaba movilizar a los votantes en las elecciones presidenciales de Estados Unidos de 2020. Antes de la pandemia de COVID-19, organizó un evento mensual trans-inclusivo en The Chapel, ubicado en West Hollywood.
En 2018, Sasha Colby participó en el programa drag NightGowns de Sasha Velour y apareció en la serie documental del programa teatral en 2020. Junto a otras drag queens, Sasha Colby caminó por la pasarela antes de la presentación de Jennifer Lopez en los IHeartRadio Music Awards con un look inspirado en Lopez. Chrissy Callahan de NBC News dijo que la mirada de Sasha Colby "canalizó" el video musical "Jenny from the Block".
Sasha Colby compitió en la decimoquinta temporada de RuPaul's Drag Race, y obtuvo la victoria en el concurso. Es la "madre drag" de la concursante de la decimocuarta temporada Kerri Colby.

### Vida personal
Sasha Colby es una mujer transgénero. Es nativa hawaiana, siendo la primera en el elenco de Drag Race. Trabaja en Chicago y en Los Ángeles.

## Filmografía

### Televisión
| Año  | Título                       | Papel      | Notas                                                          | Ref    |
| ---- | ---------------------------- | ---------- | -------------------------------------------------------------- | ------ |
| 2018 | Hawaii Five-0                | Malie      | Temporada 9, Episodio 4: "A'ohe kio pohaku nalo i ke alo pali" | [ 22 ] |
| 2020 | NightGowns                   | Ella misma | Temporada 1, Episodio 3: "Sasha Colby"                         |        |
| 2023 | RuPaul's Drag Race           | Ella misma | Temporada 15 ganadora                                          | [ 3 ]  |
| 2023 | RuPaul's Drag Race: Untucked | Ella misma | Temporada 15 ganadora                                          | [ 3 ]  |

### Series web
| Año  | Título                    | Papel      | Notas                                             | Ref           |
| ---- | ------------------------- | ---------- | ------------------------------------------------- | ------------- |
| 2023 | Meet the Queens           | Ella misma | Especial autónomo RuPaul's Drag Race Temporada 15 | [ 23 ]        |
| 2023 | EW News Flash             | Ella misma | Invitada                                          | [ 24 ] [ 25 ] |
| 2023 | Pride Today               | Ella misma | Invitada                                          | [ 26 ]        |
| 2023 | BuzzFeed Celeb            | Ella misma | Invitada                                          | [ 27 ]        |
| 2023 | MTV News                  | Ella misma | Invitada                                          | [ 28 ]        |
| 2023 | Today with Hoda and Jenna | Ella misma | Invitada                                          | [ 29 ]        |
| 2023 | Drip or Drop              | Ella misma | Invitada                                          | [ 30 ]        |

### Vídeos musicales
| Año  | Título                 | Artista                                       | Ref    |
| ---- | ---------------------- | --------------------------------------------- | ------ |
| 2016 | "Tongue Pop the Halls" | Alyssa Edwards                                | [ 31 ] |
| 2017 | "She's Gotta Habit"    | Detox feat. Ellis Miah & Keisha Henry         | [ 32 ] |
| 2018 | "Excuse the Beauty"    | Latrice Royale                                | [ 33 ] |
| 2021 | "GAP"                  | Heidi N Closet feat. Widow Von'Du             | [ 34 ] |
| 2021 | "Queen of the North"   | Brooke Lynn Hytes feat. Priyanka              | [ 35 ] |
| 2023 | "Blame it on the edit" | Rupaul feat. "the Cast of Rupaul's Drag Race" | [ 36 ] |

| Predecesora: Willow Pill | Ganadora de RuPaul's Drag Race 2023 | Sucesora: Nymphia Wind |